# Craugastor pechorum
Craugastor pechorum es una especie de anuros en la familia Craugastoridae.

## Distribución geográfica y hábitat
Es endémica de Honduras.

## Estado de conservación
Se encuentra amenazada por la pérdida de su hábitat natural y quizá por la quitridiomicosis.